# Leopold Løvenskiold
Herman Leopold Løvenskiold, född den 29 december 1859 på Fossums herregård, död där den 27 november 1922, var en norsk godsägare, sonson till Severin Løvenskiold.
Løvenskiold övertog 1885 Fossums järnverk och en rad andra familjeegendomar med därtill hörande skogar. Han intog en framstående ställning i sitt härad (Gjerpen vid Skien), vars ordförande han var 1896-1898.
Løvenskiold var 1898-1905 kammarherre hos drottning Sofia. År 1911 representerade han som utomordentligt sändebud kungen av Norge vid kröningen i Siam.